# Chisamba Lungu
Chisamba Lungu (Kafue, 1991. január 31. –) zambiai válogatott labdarúgó, jelenleg az FK Ural játékosa.

## Sikerei, díjai
FK Ural
- Orosz másodosztály győztese (1): 2012–13

Zambia
- Afrikai nemzetek kupája (1): 2012